# Blue Neighbourhood
Blue Neighbourhood – debiutancki album studyjny dance-popowy australijskiego piosenkarza Troye’a Sivana. Wydawnictwo ukazało się 4 grudnia 2015 roku nakładem wytwórni muzycznej Universal Music oraz Capitol. Nad płytą pracowali tacy producenci, jak: Alex Hope, SLUMS, Alex JL Hiew, Caleb Nott, Dan Hume, Pip Norman, Emile Haynie, Bram Inscore, Jack Antonoff oraz XXYYXX. Pod względem muzycznym album łączy w sobie przede wszystkim muzykę dream pop oraz electropop.
Promocję albumu rozpoczęto we wrześniu 2015 roku, wraz z premierą pierwszego promującego singla – „Wild”. Kompozycja w Australii zajęła m.in. 16. miejsce w notowaniu ARIA Charts. 13 listopada 2015 roku wydany został drugi singel, „Youth”, a w kwietniu 2016 ukazał się ostatni singel „Talk Me Down”.

## Lista utworów
| Blue Neighbourhood – Edycja standardowa | Blue Neighbourhood – Edycja standardowa | Blue Neighbourhood – Edycja standardowa                      | Blue Neighbourhood – Edycja standardowa | Blue Neighbourhood – Edycja standardowa |
| Nr                                      | Tytuł utworu                            | Autorzy                                                      | Produkcja                               | Długość                                 |
| --------------------------------------- | --------------------------------------- | ------------------------------------------------------------ | --------------------------------------- | --------------------------------------- |
| 1.                                      | „Wild”                                  | Troye Sivan, Alex Hope                                       | Hope                                    | 3:47                                    |
| 2.                                      | „Fools”                                 | Sivan Hope, Pip Norman                                       | SLUMS, Alex JL Hiew, Norman             | 3:40                                    |
| 3.                                      | „Ease” (featuring Broods)               | Sivan, Caleb Nott, Georgia Nott                              | C. Nott                                 | 3:33                                    |
| 4.                                      | „Talk Me Down”                          | Sivan, Bram Inscore, Brett McLaughlin, Allie X, Emile Haynie | Haynie, Inscore                         | 3:57                                    |
| 5.                                      | „Cool”                                  | Sivan, Hope                                                  | Hope                                    | 3:21                                    |
| 6.                                      | „Heaven” (featuring Betty Who)          | Sivan, Hope, Jack Antonoff, Claire Boucher                   | Antonoff                                | 4:21                                    |
| 7.                                      | „Youth”                                 | Sivan, Inscore, McLaughlin, Allie X, Hope                    | Inscore, SLUMS, Hiew                    | 3:05                                    |
| 8.                                      | „Lost Boy”                              | Sivan, Inscore, McLaughlin, Allie X                          | Inscore                                 | 3:43                                    |
| 9.                                      | „For Him.” (featuring Allday)           | Sivan, Inscore, McLaughlin, Allie X, Tom Gaynor              | Inscore                                 | 3:29                                    |
| 10.                                     | „Suburbia”                              | Sivan, Inscore, McLaughlin, Allie X                          | Inscore                                 | 3:53                                    |
|                                         |                                         |                                                              |                                         | 36:49                                   |

## Notowania i certyfikaty
| Lista (2015-16)                     | Najwyższa pozycja |
| ----------------------------------- | ----------------- |
| Australia (ARIA Charts)             | 6                 |
| Austria (Ö3 Austria Top 40)         | 49                |
| Belgia (Ultratop 50 Flandria)       | 20                |
| Belgia (Ultratop 50 Walonia)        | 140               |
| Dania (Tracklisten)                 | 19                |
| Finlandia (Suomen virallinen lista) | 32                |
| Grecja (IFPI)                       | 44                |
| Holandia (MegaCharts)               | 25                |
| Irlandia (IRMA)                     | 30                |
| Kanada (Canadian Hot 100)           | 11                |
| Niemcy (Media Control Charts)       | 73                |
| Norwegia (VG-Lista)                 | 17                |
| Nowa Zelandia (Recorded Music NZ)   | 3                 |
| Polska (OLiS)                       | 49                |
| Stany Zjednoczone (Billboard 200)   | 7                 |
| Szwajcaria (Schweizer Hitparade)    | 66                |
| Szwecja (Sverigetopplistan)         | 10                |
| Wielka Brytania (UK Albums Chart)   | 43                |
| Włochy (FIMI)                       | 78                |

| Kraj                  | Certyfikat    | Sprzedaż |
| --------------------- | ------------- | -------- |
| Australia (ARIA)      | Złota płyta   | 35 000+  |
| Dania (IFPI Dania)    | Złota płyta   | 10 000+  |
| USA (RIAA)            | Złota płyta   | 500 000+ |
| Wielka Brytania (BPI) | Srebrna płyta | 60 000+  |